# 十善の森古墳
十善の森古墳（じゅうぜんのもりこふん、十善ノ森古墳）は、福井県三方上中郡若狭町天徳寺（てんとくじ）にある古墳。形状は前方後円墳。上中古墳群（うち天徳寺古墳群）を構成する古墳の1つ。福井県指定史跡に指定され、出土品は福井県指定有形文化財に指定されている。

## 概要
| 古墳群 | 古墳名       | 形状       | 墳丘長 | 築造時期 |
| ------ | ------------ | ---------- | ------ | -------- |
| 脇袋   | 上ノ塚古墳   | 前方後円墳 | 100m   | 5c初     |
|        | 城山古墳     | 前方後円墳 | 63m    | 5c中     |
| 脇袋   | 西塚古墳     | 前方後円墳 | 74m    | 5c後     |
| 脇袋   | 中塚古墳     | 前方後円墳 | 72m    | 5c末     |
| 天徳寺 | 十善の森古墳 | 前方後円墳 | 68m    | 6c初     |
| 日笠   | 上船塚古墳   | 前方後円墳 | 70m    | 6c前     |
| 日笠   | 下船塚古墳   | 前方後円墳 | 85m    | 6c中     |

福井県南西部、若狭地方中央部において北川左岸の天徳寺山麓の扇状地に築造された古墳である。北川流域で若狭の首長墓系譜を形成する上中古墳群（脇袋古墳群・天徳寺古墳群・日笠古墳群を包括）のうち、中間の天徳寺古墳群に属し、一帯には本古墳のほか丸山塚古墳（非現存）・上高野古墳などが分布する。墳丘南側には国道27号が通過するほか、これまでに土取りなどの破壊による変形を受けている。考古学的には1954年（昭和29年）、1994-1995年（平成6-7年）などに発掘調査が実施されている。
墳形は前方後円形で、前方部を西方に向ける。墳丘は2段築成。墳丘外表では葺石・円筒埴輪が認められ、墳丘の北側くびれ部には造出の存在可能性が指摘される。また墳丘周囲には周溝（盾形周濠か）が巡らされており、南西部では溝を渡る陸橋が確認されたほか、周溝外縁部では埴輪の存在可能性が指摘される。埋葬施設は、後円部・前方部それぞれにおいて横穴式石室が設けられ、石室内からは多数の副葬品が検出されている。
この十善の森古墳は、6世紀初頭頃（または5世紀末頃）の築造と推定される。若狭の首長墓としては中塚古墳に後続し、上船塚古墳に先立つ時期に位置づけられる。被葬者は明らかでないが、脇袋古墳群から続く上中古墳群は若狭国造の膳臣（かしわでのおみ、膳氏）一族の首長墓群と考えられており、本古墳もその1つと想定される。若狭湾沿岸は有明海沿岸と並び加耶産・百済産の装身具・金銅製品が集中する地域として知られるが、本古墳にも出土品には加耶系の金銅製轡のほか百済系の金銅製冠・履やとんぼ玉が見られ、当時の若狭の王と朝鮮半島との交流を示す例として注目される古墳になる。
古墳域は1978年（昭和53年）に福井県指定史跡に指定されたほか、出土品も同年に福井県指定有形文化財に指定されている。

## 遺跡歴
- 1954年（昭和29年）、斎藤優による発掘調査[3]。
- 1978年（昭和53年）
  - 7月25日、出土品が福井県指定有形文化財に指定[7]。
  - 10月11日、福井県指定史跡に指定[7]。
- 1994-1995年（平成6-7年）、範囲確認調査・石室内再調査（福井県教育委員会（若狭歴史民俗資料館））[3]。

## 墳丘
墳丘の規模は次の通り。
- 墳丘長：67メートル
- 後円部
  - 直径：33メートル
- 前方部
  - 幅：45メートル

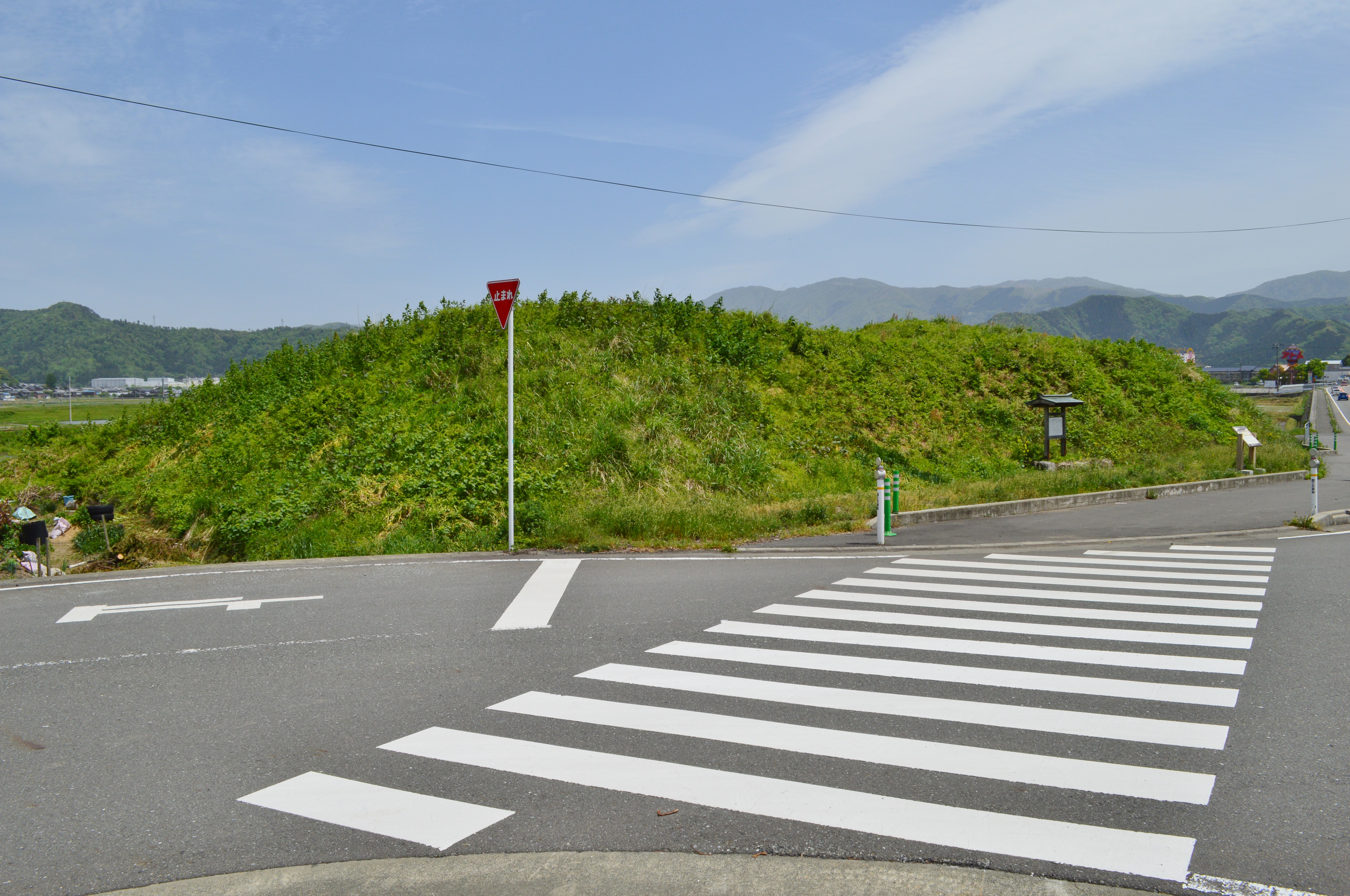
南側から望む墳丘 画像右端を国道27号が通る。
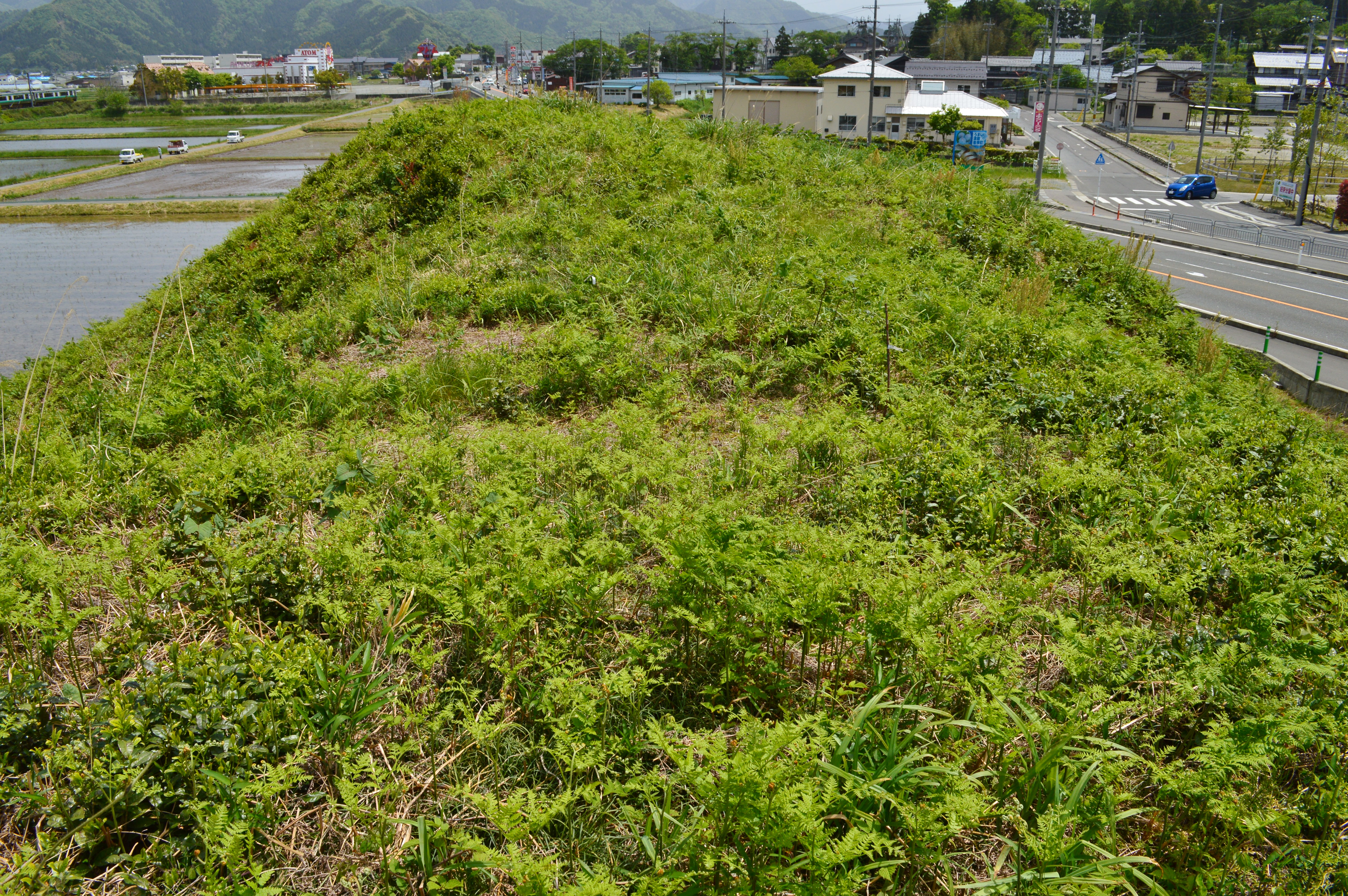
後円部（前方部から望む）
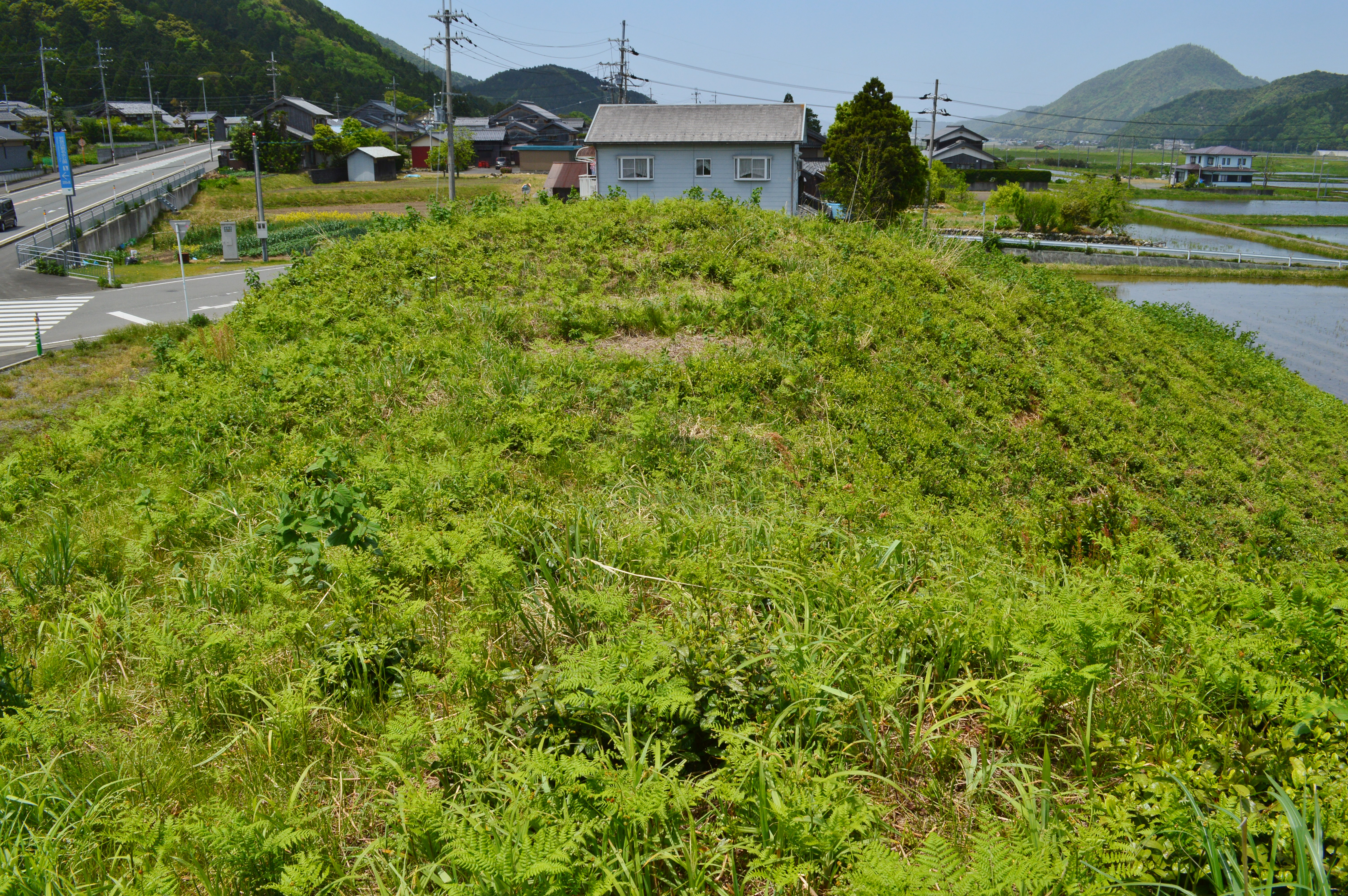
前方部（後円部から望む）

## 埋葬施設
埋葬施設は、後円部・前方部において各1基の横穴式石室とする。そのうち後円部の石室は北部九州系の様相を示すもので、平面的には左片袖型とし、南方に開口する。規模は次の通り。
- 玄室
  - 長さ：4.1-4.4メートル
  - 幅：裾部約1.5メートル、奥壁約2.1メートル
  - 高さ：約2.7メートル
- 玄門
  - 幅：0.6メートル
  - 高さ：約1.15メートル
- 前庭
  - 長さ：約1.85メートル
  - 幅：最大2.85メートル

玄室内には赤色顔料が塗布され、床面は河原石の礫床とする。1954年（昭和29年）の調査ではこの石室内から多数の副葬品が検出され、これらは福井県指定有形文化財に指定されているほか、1994-1995年（平成6-7年）の石室内再調査でも朝鮮半島色の強い遺物数点が検出されている。
前方部の石室は横穴式小石室が埋込まれたもので、後世の築造と推測される。平面的には右片袖型とし、壁面には同様に赤色顔料の塗布が認められる。

## 文化財

### 福井県指定文化財
- 有形文化財
  - 十善の森古墳出土品 一括（考古資料） - 内容は後出。1978年（昭和53年）7月25日指定[7]。
- 史跡
  - 十善の森古墳 - 1978年（昭和53年）10月11日指定[8][7]。

- 鏡
  - 中国製流雲文縁方格規矩四神鏡小残片 数個
- 装身具類
  - 金銅製冠残片 多数
  - 銀製魚形歩揺 1個
  - 勾玉 11個
  - 管玉 45個
  - 蜻蛉玉 15個
  - 棗玉 24個
  - 丸玉 182個
  - 小玉 1506個
  - 平玉片 1個
  - 鉄地渡金帯金具片 若干
- 馬具類
  - 金銅製鞍金具片 若干
  - 双竜透文鈴付金銅鏡板 1個
  - 木心鉄板張輪鐙片 若干
  - 鉄地金銅張杏葉 2個分
  - 鉄地金銅張雲珠 4個
  - 辻金具片 若干
  - 鉄地金銅張鋲留金具 6個
  - その他の金具類 15個
- 武器
  - 甲冑残片 多数
  - 刀剣残片 若干
  - 鉄鏃残片 若干

## 関連施設
- 若狭町歴史文化館（若狭町市場） - 十善の森古墳の出土品等を保管・展示。